# Bergondo
Bergondo là một đô thị ở tỉnh A Coruña, ở cộng đồng tự trị Galicia. Đô thị này có diện tích 32,85 km², dân số 6.413 (ước 2004), mật độ dân số 195,22 người/km²

## Dân số
| Biến động dân số của Bergondo từ năm 1991 đến năm 2004 | Biến động dân số của Bergondo từ năm 1991 đến năm 2004 | Biến động dân số của Bergondo từ năm 1991 đến năm 2004 | Biến động dân số của Bergondo từ năm 1991 đến năm 2004 |
| ------------------------------------------------------ | ------------------------------------------------------ | ------------------------------------------------------ | ------------------------------------------------------ |
| 2004                                                   | 2001                                                   | 1996                                                   | 1991                                                   |
| 6413                                                   | 6223                                                   | 5732                                                   | 5392                                                   |

43°19′B 8°14′T / 43,317°B 8,233°T